# Il giocatore (film 1933)
Il giocatore (Grand Slam) è un film del 1933 diretto da William Dieterle. Si basa sul romanzo Grand Slam: The Rise and Fall of a Bridge Wizard di Benjamin Russell Herts, pubblicato a New York nel 1932.

## Trama
Una donna sposa un campione di bridge venuto dalla Russia. Sembra andare tutto bene fin quando anche lei diventa campionessa e lo sfida.

## Produzione
Il film fu prodotto dalla First National Pictures. Secondo i dati della Warner Bros., le riprese del film durarono ventidue giorni con un costo totale di 164.000 dollari.
Fonti moderne riportano che la partita di bridge tra Peter e Van Dorn ripropone una ricostruzione di un'autentica partita giocata da Cuthbertson e Sidney S. Lenz

## Distribuzione
Il copyright del film, richiesto dalla First National Pictures, Inc., fu registrato il 24 febbraio 1933 con il numero LP3675.
Distribuito dalla Warner Bros. con il titolo originale Grand Slam, il film fu presentato il 22 febbraio 1933 a New York per poi uscire nelle sale statunitensi il 18 marzo di quell'anno.